# Alain Top
 (mai 2021).
Si vous disposez d'ouvrages ou d'articles de référence ou si vous connaissez des sites web de qualité traitant du thème abordé ici, merci de compléter l'article en donnant les références utiles à sa vérifiabilité et en les liant à la section « Notes et références ».
Pour les articles homonymes, voir Top.
Alain P.D.C. Top, né le 21 décembre 1965 à Beveren est un homme politique belge flamand, membre du Sp.a.
Il est bachelier en conseil social (Howest, 1985) et postgradué en Social Profit and Public Management  (Hogeschool Gent, 2011); responsable produit et chef de projet (Cevi, 1990-2002); RH (IMOG, 2002-2011); membre du CA de Intercommunale Leiedal (2010-2012); conseiller au Cabinet de la vice-ministre-présidente flamande Ingrid Lieten (2012).

## Fonctions politiques
- Conseiller communal de Harelbeke.
  - Bourgmestre[2]
- Député fédéral :
  - depuis le 25 mai 2014